# Carl Bloch

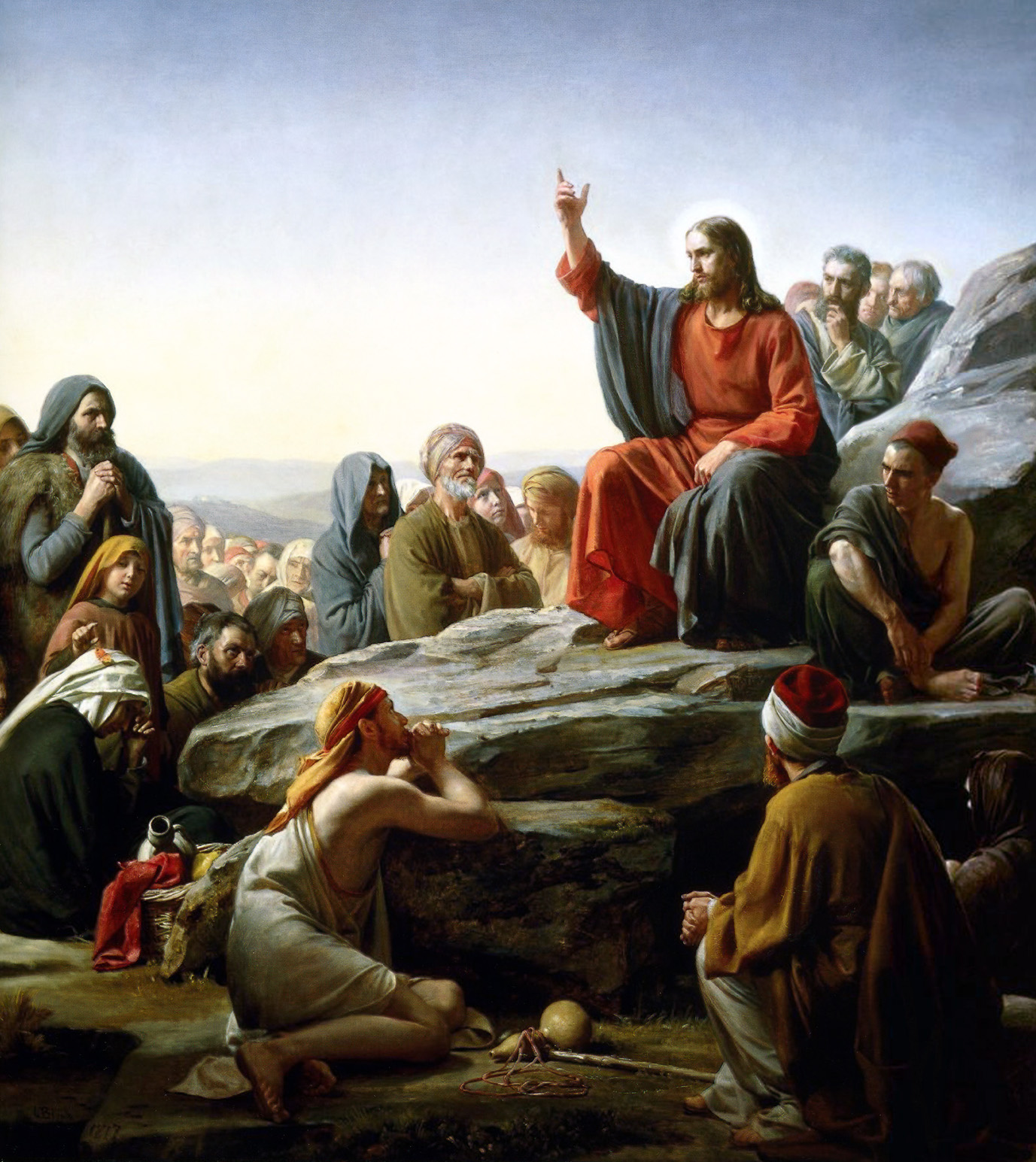
Die Bergpredigt

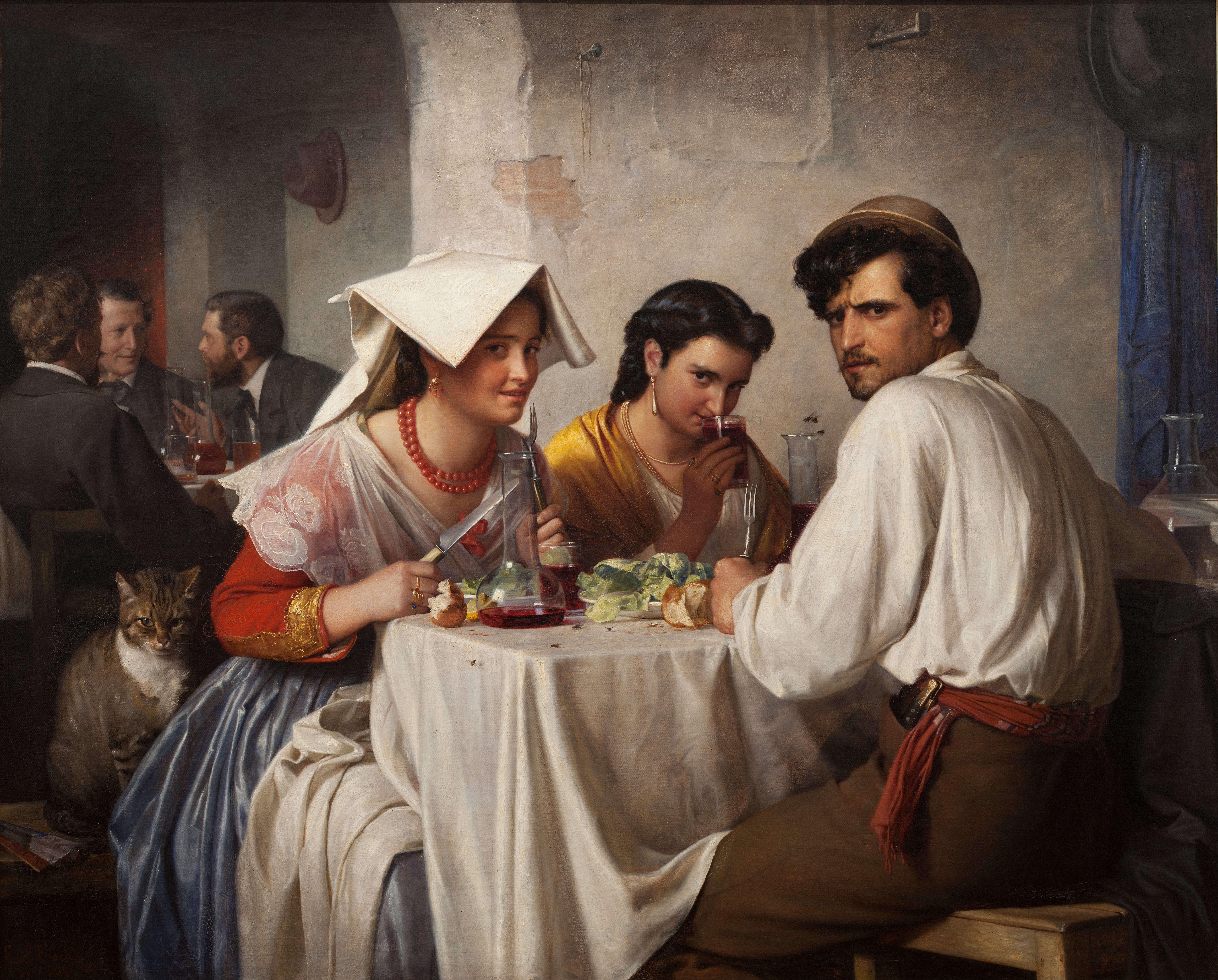
In einer römischen Osteria

Carl Heinrich Bloch (gesprochen: „Block“; * 23. Mai 1834 in  Kopenhagen; † 22. Februar 1890 ebenda) war ein dänischer Maler.

## Leben
Carl Bloch sollte zunächst Seemann werden, verriet aber schon früh eine hervorragende Anlage zur Malerei und besuchte seit 1849 die Königlich Dänische Kunstakademie seiner Vaterstadt. Von 1854 bis 1859 schuf er eine Reihe teils ernster, teils idyllischer und humoristischer Genrebilder aus dem dänischen Volksleben (Eine bei losbrechendem Gewitter die Heimkehr der Männer erwartende Fischerfamilie, Sonntagsnachmittag, Die kleinen Kartoffelesser etc.).
Von Sommer 1859 bis Herbst 1865 lebte er in Rom und bereiste von dort aus Italien, wo er Genrebilder verwandter Richtung aus dem italienischen Volksleben malte, unter welchen sich Ein Netze flickender Fischer in Sorrento auszeichnet. Schon während der letzten Zeit seines Aufenthalts in Rom wandte sich Bloch mit seiner großen Komposition Simson in der Mühle bei den Philistern (1863) dem Historienfach zu. Im folgenden Jahr vollendete er Die Auferweckung der Tochter des Jairus. Beide Gemälde fanden in der Heimat des Künstlers großen Beifall und wurden für die Nationalgalerie auf dem Schloss Christiansborg angekauft. 
Noch größeren Ruhm erwarb er 1865 für das für die Königsburg zu Athen ausgeführte Kolossalbild Die Befreiung des Prometheus, das in Dänemark als die Verheißung einer nationalen Erlösung nach der Niederlage im Deutsch-Dänischen Krieg 1864 empfunden wurde. Bloch wurde dann zum Mitglied der Akademie erwählt und empfing gleichzeitig von einem reichen Privatmann den Auftrag, 22 neutestamentliche Sujets für die Betkammer des nach dem Brand restaurierten Schlosses Frederiksborg zu malen. Die meisten derselben waren bereits vollendet. Die Verkündigung Mariä, Marias Besuch bei Elisabeth, Die Hochzeit von Kana sind voll tiefer, echt religiöser Empfindung. 
Seit 1865 lebte Bloch wieder in Kopenhagen, wo er Bekanntschaft mit dem jungen Dichter Holger Drachmann schloss. Bloch malte mehrere große Historienbilder (Noels Ebbesen und Graf Gerhard, Christian II. als Gefangener auf dem Schlosse zu Sonderburg, Simson und Delila, letzteres beim Brande des Schlosses Christiansborg 1884 vernichtet). 
Außerdem schuf er eine Anzahl römischer und dänischer Genrebilder (Der Hühner rupfende Mönch, Der Straßenbarbier, Der gestörte Mittagsschlaf, Das Dienstmädchen am Küchenherd, Der Fischerknabe, Der alte Wirtshausgast etc.) und einige Altargemälde, von denen Die Auferstehung Christi (Jakobskirche in Kopenhagen) das bedeutendste ist. Während seine Genrebilder sehr lebendig charakterisiert sind, leiden seine religiösen Gemälde stilistisch durch Steifheit der Formengebung. 
Carl Bloch starb mit 55 Jahren in seiner Heimatstadt und wurde auf dem Holmens Kirkegård bestattet.

## Anmerkung
Die Aufenthaltsorte der Gemälde oder Sammlungen beziehen sich auf das Jahr 1889.